# Eugorgia mutabilis
Eugorgia mutabilis is een zachte koraalsoort uit de familie Gorgoniidae. De koraalsoort komt uit het geslacht Eugorgia. Eugorgia mutabilis werd in 2013 voor het eerst wetenschappelijk beschreven door Breedy, Williams & Guzman. 